# VIC-1001
VIC-1001（ビック-1001）はコモドールジャパンが1980年12月に日本で発売した8ビットの家庭用パーソナルコンピュータである。海外での製品名はVIC-20。
コモドールの最初のパーソナルコンピューターであるPET 2001から3年後、1980年6月にVIC-20としてリリースされた。5KバイトRAMとモステクノロジー6502マイクロプロセッサーを搭載し、後のコモドール64などと似た形状である。

## 歴史
PETよりもローエンドのマシンを志向している。モステクノロジー社が開発したビデオインターフェースチップ（VIC）は低価格なディスプレイでゲームなどに使用することを考慮されていたが、コモドールは当初、そのチップの市場を見つけられていなかった。同時にコモドールは1KビットSRAMチップの過剰在庫を抱えていた。コモドールは自社でチップを製造していたわけではないが、モステクノロジーの製造するチップをほぼ全て買い取っていた。
1980年4月、コモドールは300USドル以下で売れるコンピューターの開発を開始する。これにより在庫として抱えていたチップを、VIC-20として一掃することができた。PETは認可したディーラーでのみ販売されていたが、VIC-20は一般流通ルート特にディスカウント店や玩具店で売られ、ゲーム機と直接対抗することになった。コモドールはスタートレックのウィリアム・シャトナーを宣伝に起用し「何故、ただのビデオゲームを買うの？」と問いかけている。
性能が悪いと酷評されたが、この宣伝は効き、100万台以上を売り上げる世界初のコンピューターとなり、1982年の販売台数1位となった。同年5月から翌年まで日本のフォスター電機が製造・OEM供給を行い、ピーク時には一日に9,000台製造され、製造が終了した1985年1月までにトータルで250万台が販売された。その後コモドールはC64をエントリーレベルとし、さらにコモドール128とAmigaを投入することになる。
メモリーが少なくディスプレイが低解像度のため、教育ソフトとゲームに使われたが、生産性のあるソフト、たとえば家計簿プログラム、表計算、通信ソフトなども作られた。コモドール自社出版も含め、いくつか専門雑誌が生まれている。
VICのプログラムのしやすさと安価なモデムが接続できたことによって、パブリック・ドメインやフリーウェアのソフトウェアライブラリが生み出された。このソフトウェアはCompuServe、BBS、ユーザーグループなどによって広まっていく。
市販ソフトウェアは日本ではコモドールジャパンが販売した20タイトル程度に留まったが、米国ではカートリッジで300タイトル、カセットテープで500タイトル以上が販売された。ちなみに同時期のゲーム機であるAtari 2600は900タイトルを持っている。

## 日本でのVIC-1001
VIC-1001は、コモドール社が初めて100%日本で設計開発製造したコンピューターであり、1980年12月に69,800円で発売された。RAM容量は5KBと少なかったが、低価格でありながらカラーグラフィックや3チャンネルのサウンドジェネレーターを有しており、またRFモジュレーターが同梱され、容易に家庭用テレビに接続できたことも手伝い、黎明期のパソコン市場で一定の支持を得た。
当時の同価格帯の他社パソコンが、安価なキースイッチを並べてキーボード仕立てにしていた物が多かったのに対し、VIC-1001は本格的なフルキーボードを搭載していたことも評価され、中学・高校などのパソコン教材用として導入されるケースも少なくなかった。当時、タイプライターに馴染みのない日本人がいかにしてキーボードに慣れるかが大きな問題と考えられており、パソコン教室にはキーボード打ち方教室という意味合いも強かった。
一方で翌年の11月にNECが89,800円でPC-6001を発売。2万円の価格差があったがVIC-1001の方が内蔵RAMが少なく、RAMを増設すると価格差はほぼ無くなった。さらにVIC-1001はハイレゾグラフィックやサウンドを扱うのにPOKE命令を使うか別売の拡張BASIC（スーパー・エクスパンダー）を導入する必要があり、標準でBASICコマンドを搭載していたPC-6001に比べて初心者に敷居の高い仕様だった。カートリッジスロットによるゲーム供給（あまり活用されなかった）、ジョイスティックポート、サウンド機能、家庭用テレビをモニターにできるといった機能が共通であり、ホビー向けパソコンというPC-6001の位置付けはVIC-1001と競合する。ゴールデンタイムにテレビコマーシャルを放送し、NECの流通ルートと新日本電気の家電ルートで幅広くセールスされたPC-6001の前に、VIC-1001は瞬く間に市場を奪われた。
後に49,800円に値下げされたが、当時の日本のパソコンはゲームプログラムを調達して遊ぶスタイルが主だった。他の国産ホームコンピューターが、パソコンショップの市販ソフトやパソコン雑誌に掲載されたゲームプログラムの豊富な資産があったのに対して、VIC-1001は日本国内市場ではコモドールジャパンが供給するROMカートリッジのゲームが僅かにあるだけで、値下げによってシェアを回復することは出来なかった。
さらにコモドールジャパンが1982年末、VIC-1001と互換性がないコモドール64を99,800円で発売。これはRAMを64KB搭載し、スプライト機能も有する機種である。同時にメンブレンキーボードを搭載したゲーム専用機の色彩の濃い（いわゆるゲームパソコン）MAX MACHINEが34,800円で登場した。コモドール64とMAX MACHINEのゲームカートリッジは互換性があり、これによりVIC-1001は商業的に終了した。
なお、当時コモドールジャパンの下請けとしてコモドールブランドのゲームを開発していたのはHAL研究所である。HAL研究所は設立わずか7ヶ月、メインプログラマーは当時大学生のアルバイトで後に任天堂の社長となる岩田聡であった。HAL研究所の作成したゲームはほとんどが既存ゲームの海賊版であった。中でも『パックマン』はアメリカ本国でリリースされた際、ナムコより正規ライセンスを受けていたアタリ社の権利を侵害していたために訴えられて発売中止となるという騒動を起こしたが、2年後にアタリから発売された純正のVIC-20版『パックマン』や、アタリショックの引き金の一つともなったクソゲーとして知られるAtari 2600版『パックマン』等よりも高い完成度を評価され、HAL研究所は後継機のMAX MACHINE・コモドール64でも引き続き下請けとしてコモドールブランドのゲーム製作を担当することとなる。

## ハードウェア

### 本体（VIC-1001）
- CPU：6502A 1.0227MHz

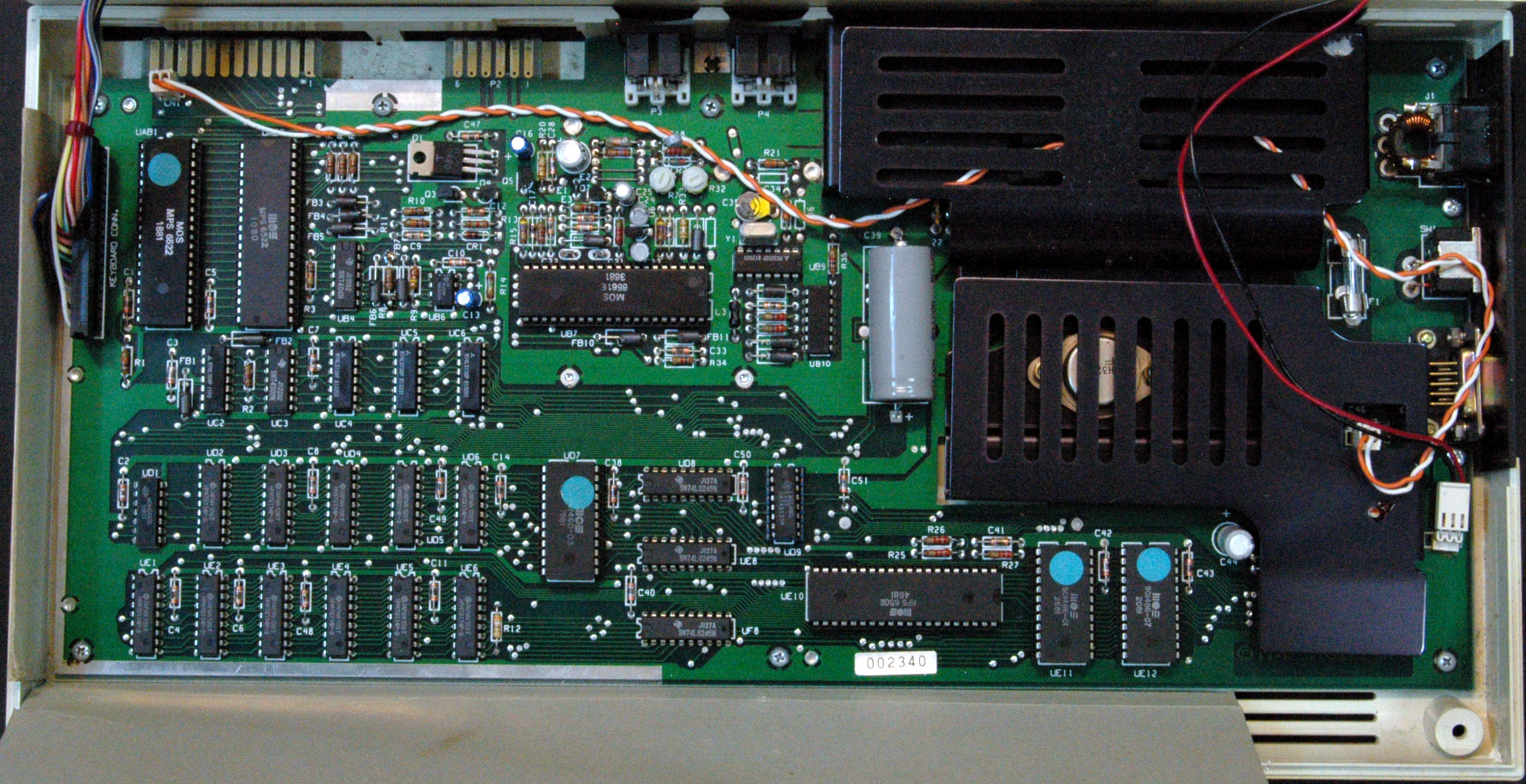
マザーボード

- RAM：5Kバイト、ただし1.5Kバイトはシステムが使用。最大32Kバイトまで拡張可能。
- ROM：20Kバイト。最大32Kバイトまで拡張可能。
- テキスト表示：22×23文字、8色（背景は16色）。PCG機能。
- グラフィック表示：176×184ドット（8×8ドット単位で2色）または88×184ドット（4×8ドット単位で4色）
  - 解像度は文字単位で設定が可能。キャラクター表示は解像度を下げて色数を増やし、テキストは単色にして解像度を上げるといった使い方ができる。
- サウンド：サウンドジェネレーター×3、ノイズジェネレーター×1
  - 各チャンネルが低音・中音・高音に割り振られていて音程が1オクターブずつずらされている。音域は各チャンネル3オクターブ分。
- 内蔵ソフト：BASICと低レベルOS
- キーボード：フルストローク、66キー+4キー（機能キー）
  - 日本国内版はカナ入力に対応するためにキーの割り当てや刻印が海外版と異なる。
- 外部インターフェイス：
  - メモリー・エクスパンション・バス：3～32KバイトRAM（およびBASIC拡張ROM）あるいはカートリッジソフト。
  - カセット・インターフェース：速度は500bps。
  - シリアル・ポート：ディスクドライブ、プリンター
  - ユーザー・ポート：RS-232Cとパラレルの信号が出ているが、一般にモデム接続に使われた。
  - コントロール・ポート：アタリ仕様ジョイスティック端子と互換がある。
  - エクスパンション・モジュールを接続することでカートリッジスロットの追加が可能。

### 周辺機器

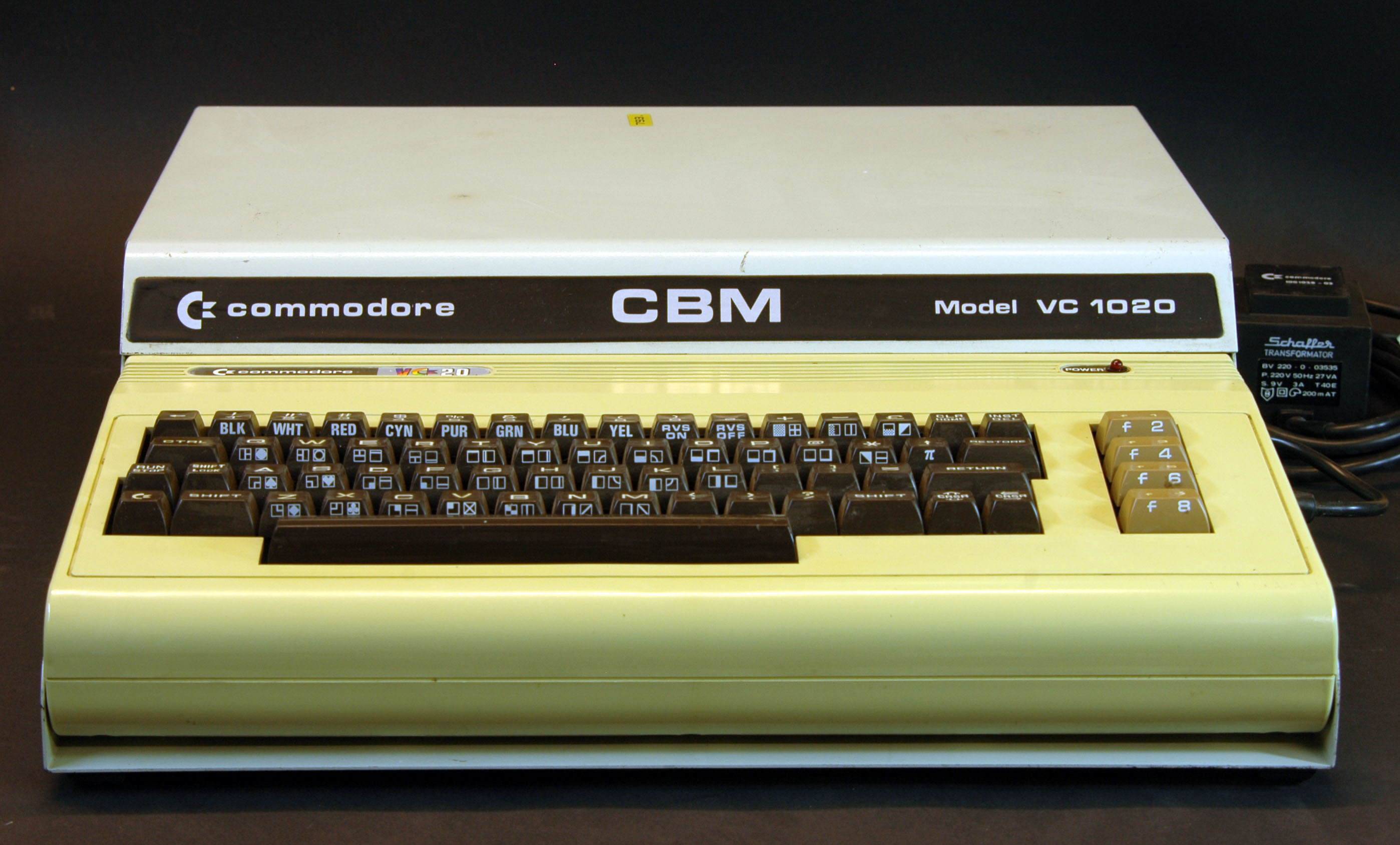
VIC-1020拡張ボックスとVIC-20本体

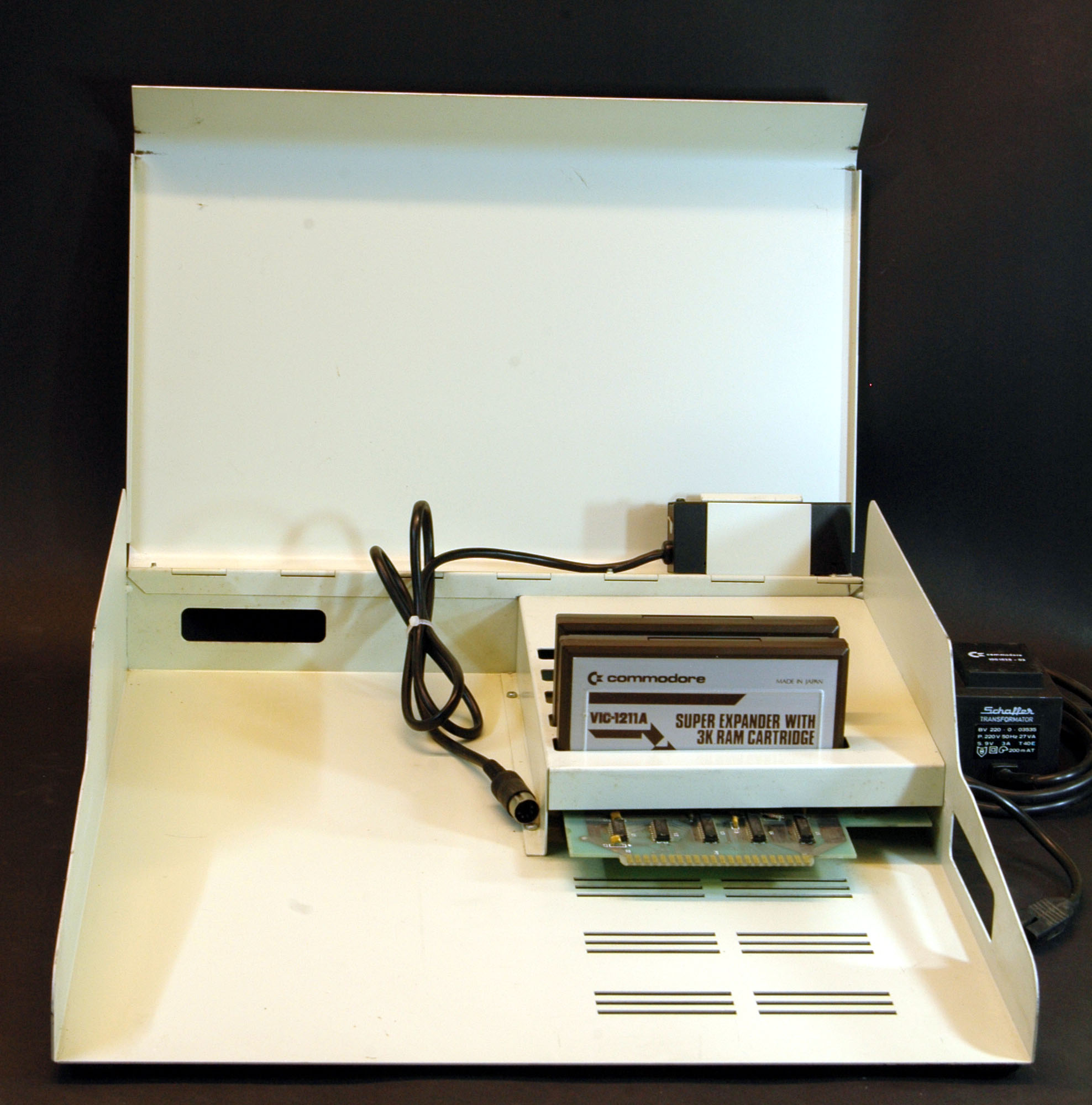
VIC-1020拡張ボックスの中身。拡張モジュールが見える。

- VIC-1010：エクスパンション・モジュール 29,800円[6]。
  - 標準で4個、エッジコネクタを追加することで最大6個のカートリッジを同時に装着可能。
- VIC-1011A：RS-232C・アダプター・カートリッジ（ターミナル・タイプ）
- VIC-1011B：RS-232C・アダプター・カートリッジ（カレント・ループ・タイプ）
- VIC-1012：マルティプル・コントロール・ボード
  - コントロール・ポート（ジョイスティック端子）が4個に拡張される。
- VIC-1013：モニター・ケーブル
- VIC-1110：8K RAM・カートリッジ
- VIC-1111：16K RAM・カートリッジ
- VIC-1112：IEEE-488・インターフェイス・カートリッジ
  - PET/CBM用の周辺機器を接続する際に必要。
- VIC-1210：3K RAM・カートリッジ
- VIC-1211：スーパー・エクスパンダー・カートリッジ
- VIC-1211M：スーパー・エクスパンダー・カートリッジ（3K RAM付き）
  - VIC-1211は最低3KのRAMが増設されていないとメモリ不足で起動しない。
- VIC-1212：プログラマーズ・エイド・カートリッジ
  - カートリッジを挿した状態でBASICから "SYS 28681" と入力すると使用可能になる。
- VIC-1213：マシン・ランゲージ・モニター・カートリッジ
  - カートリッジを挿した状態でBASICから "SYS 24576" と入力するとモニタが呼び出される。
- VIC-1310：ライト・ペン
- VIC-1311：ジョイ・スティック
- VIC-1312：パドル
- VIC-1510：カラーモニター
  - コンポジット・ビデオ入力とスピーカーを内蔵。
- VIC-1515：グラフィック・プリンター
- VIC-1520：ドット・マトリックス・インパクト・プリンター
- VIC-1521：トラクター・ユニット
- VIC-1530：カセット・ドライブ
- VIC-1540：シングル・インテリジェント・フロッピー・ディスク
  - 片面170KBの容量。本体のシリアル・バスに直接接続。
- VIC-1600：VICMODEM
  - 300ボー全二重のモデムカートリッジ。コストダウンのため受話器のモジュラーケーブルを外してモデムに差し込み、電話機でダイヤルしてホストに接続するという、殆ど音響カプラに近い作りだが、これにより99ドルの低価格で発売された。
- VIC-1610：VICTERM-40
  - 4×8ドットの小型フォントで横40文字の表示を可能にする通信ソフト。
- VCX-1001：カセット・アダプター（HAL研究所製）
  - 純正品以外のテープレコーダーを接続するための変換アダプター。

### ゲーム・カートリッジ
コモドール製
| 型番     | タイトル                      | 備考                                                             |
| -------- | ----------------------------- | ---------------------------------------------------------------- |
| VIC-1901 | アヴェンジャー                | 内容はスペースインベーダー                                       |
| VIC-1902 | ギャラクシアン                | 後に「スターバトル」に改題                                       |
| VIC-1903 | ラリーX                       | 後に販売を差し止めて「レーダーラットレース」に移行               |
| VIC-1904 | スロット                      |                                                                  |
| VIC-1905 | パックマン                    | 後に「ジェリーモンスター」に改題                                 |
| VIC-1906 | エイリアン                    | 内容は平安京エイリアン                                           |
| VIC-1907 | ジュピターランダー            | 内容はルナランダー。サウンドにムーンクレスタの物が使用されている |
| VIC-1908 | ポーカー                      | 内容はビデオポーカー                                             |
| VIC-1909 | ナイトドライブ                | 内容はアタリのナイトドライバー                                   |
| VIC-1910 | レーダーラットレース          | ラリーXのキャラ差し換えゲーム                                    |
| VIC-1911 | スカイフォール                | 内容はアタリのアバランチ                                         |
| VIC-1912 | モグラたたき                  |                                                                  |
| VIC-1913 | レイダース                    |                                                                  |
| VIC-1914 | Adventure Land                | 国内未発売。Scott Adams adventure series #1                      |
| VIC-1915 | Pirates Cove                  | 国内未発売。Scott Adams adventure series #2                      |
| VIC-1916 | Mission Impossible            | 国内未発売。Scott Adams adventure series #3                      |
| VIC-1917 | The Count                     | 国内未発売。Scott Adams adventure series #5                      |
| VIC-1918 | Voodoo Castle                 | 国内未発売。Scott Adams adventure series #4                      |
| VIC-1919 | チェス                        |                                                                  |
| VIC-1920 | ピンボール                    | 内容はキューティQ                                                |
| VIC-1921 | スーパースマッシュ            | 3種類のブロックくずしを収録                                      |
| VIC-1922 | Cosmic Cruncher               | 国内未発売。パックマンの類似ゲーム                               |
| VIC-1923 | ゴーフ                        | ミッドウェイのアーケードゲームの移植                             |
| VIC-1924 | オメガレース                  | ミッドウェイのアーケードゲームの移植                             |
| VIC-1925 | マネーウォーズ                |                                                                  |
| VIC-1926 | Menagerie                     | 国内未発売。フロッガーの類似ゲーム                               |
| VIC-1927 | Cosmic Jailbreak              | 国内未発売。スペースインベーダーの類似ゲーム                     |
| VIC-1928 | Home Babysitter               | 国内未発売。幼児向け教育ソフト                                   |
| VIC-1929 | Personal Finance              | 国内未発売。個人資産管理ツール                                   |
| VIC-1930 | Visible Solar System          | 国内未発売。太陽系シミュレーター                                 |
| VIC-1931 | クラウンズ                    | ミッドウェイのアーケードゲームの移植                             |
| VIC-1932 | ガーデンウォーズ              |                                                                  |
| VIC-1933 | ビンゴ                        | Bally Astrocade用ソフト「Elementary Math」の移植                 |
| VIC-1935 | Commodore Artist              | 国内未発売。ライトペンに対応したお絵かきソフト                   |
| VIC-1937 | シーウルフ                    | ミッドウェイのアーケードゲームの移植                             |
| VIC-1938 | Tooth Invaders                | 国内未発売                                                       |
| VIC-1939 | Star Post                     | 国内未発売                                                       |
| VIC-1941 | Number Nabber / Shape Grabber | 国内未発売                                                       |

サードパーティ製

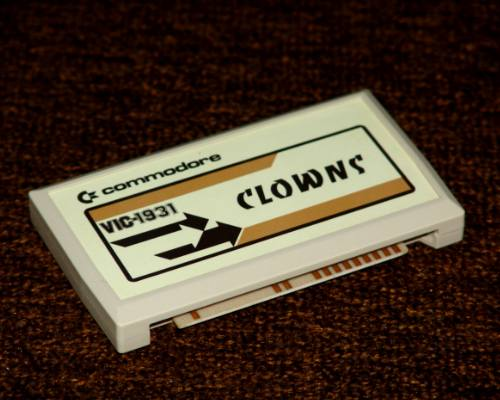
VIC-20用カートリッジの例

- サードパーティ製ソフトは日本国内では未発売。

| 型番        | 発売元               | タイトル                    | 備考                                         |
| ----------- | -------------------- | --------------------------- | -------------------------------------------- |
| RX8501      | アタリ               | Pac-Man                     | コモドール版とは別物                         |
| RX8504      | アタリ               | Centipede                   |                                              |
| RX8507      | アタリ               | Defender                    |                                              |
| RX8510      | アタリ               | Dig Dug                     |                                              |
| RX8513      | アタリ               | Donkey Kong                 |                                              |
| RX8520      | アタリ               | Robotron: 2084              |                                              |
| RX8529      | アタリ               | Jungle Hunt                 | タイトー「ジャングルキング」の海外版タイトル |
| RX8532      | アタリ               | Moon Patrol                 |                                              |
| RX8535      | アタリ               | Pole Position               |                                              |
| RX8541      | アタリ               | Galaxian                    | コモドール版とは別物                         |
| RX8544      | アタリ               | Ms. Pac-Man                 |                                              |
| RX8547      | アタリ               | Battle Zone                 |                                              |
| PB1410      | パーカー・ブラザーズ | Frogger                     |                                              |
| PB1420      | パーカー・ブラザーズ | Q*Bert                      |                                              |
| PB1430      | パーカー・ブラザーズ | Tutankham                   |                                              |
| 004-04      | セガ                 | Star Trek                   | 同名のアーケードゲームの移植                 |
| 005-04      | セガ                 | Buck Rogers: Planet of Zoom | 「ズーム909」の海外版タイトル                |
| 006-04      | セガ                 | Congo Bongo                 | 「ティップタップ」の海外版タイトル           |
|             | ブローダーバンド     | A.E.                        |                                              |
| VICCART-220 | ブローダーバンド     | Lode Runner                 |                                              |
| VICCART-221 | ブローダーバンド     | Master Type                 | Apple IIで発売されたタイピングゲームの移植   |
|             | ブローダーバンド     | Sea Fox                     |                                              |
|             | ブローダーバンド     | Sky Blazer                  | Apple IIで発売された「Star Blazer」の移植    |

## その他
- 国外でVIC-20用としてリリースされたスーパーエクスパンダーは型番がVIC-1211Aで、国内版のVIC-1211とは内容が全く異なり互換性が無い。国内版はROMの最後に「BY S.IWATA & A.KIDA& J.S」のコードが入っている。
- BASICのフリーエリアを増設する場合、3KBのRAMカートリッジと8KB以上のRAMカートリッジは併用できない。これは8KB以上のRAMカートリッジを接続するとメモリマップが変更されて、3KBの増設エリアがBASICのフリーエリアから除外されるため。よってBASICでのフリーエリアの最大は27.5KBとなる。
- RAMを最大に拡張してもユーザーは24Kバイトしか使えず、残りの部分にはBASICがコピーされて動作した。BASICプログラムをカセットテープにセーブすると拡張BASIC自体も同時にセーブされ、拡張BASICを持っていない本体でもそのプログラムを走らせることができた。
- VIC用BASIC学習プログラムがカセットテープで「VIC-1801 ベーシック・フォア・ザ・VIC」として提供されていた[6]。
- リーナス・トーバルズが最初に買ってもらったコンピューターはVIC-20である。
- 一部のロットはキーボードを分解するとファンクションキーの位置にテンキー配列の痕跡が残っている。中央の列がファンクションキーに転用され、残りの部分はキーの穴が塞がれている。
- 当時の外国製パソコンに共通の欠点として、日本の夏に容易に熱暴走することがあった。VIC-1001もこれは同様のため、一部のユーザーは筐体に冷却穴を開口したり、冷却ファンを後付けして強制空冷するなどの工夫を行っていた。また電磁波シールドが施されていないため、電源を入れると周囲のテレビやラジオ、RFモジュレーターを使用してる場合には、その映像や音声にもノイズが乗る問題があった。
- VIC-1001にはRESETスイッチが装備されていなかったので、機械語プログラムを暴走させてしまった場合は、プログラムの保存を諦めて電源を入れ直すしかなかったが、マニュアル及びオーナー広報誌では、MOS 6502のRESET信号をGND接続してLOW信号を与えることでリセットアドレスの呼び出しが可能であることが示されており、本体を改造してRESETスイッチを増設すれば、暴走してもRESETスイッチを押すことで、プログラムを残したままBASICに復帰させることができた。このRESETスイッチは熱暴走による本体のフリーズにも有効だった。
- 3チャンネルあるサウドジェネレーターで和音を鳴らすとハム音が乗ったり音が割れたりする。これはチャンネル毎に1オクターブずつ音程がずらされているのが完全な整数倍になっておらず波形が綺麗にミックスしないため。